# Oost-China
Oost-China of Huadong is een gebied in China, dat bestaat uit de zes provincies Anhui, Fujian, Jiangsu, Jiangxi, Shandong, Zhejiang en de stadsprovincie Shanghai.
De Volksrepubliek China claimt delen van de historische provincie Fujian die momenteel in bezit zijn van de Republiek China, beter bekend als Taiwan. Het betreft het gelijknamige eiland en enkele kleinere eilanden. De Volksrepubliek China ziet die eilanden als deel van Oost-China.

## Bestuurlijke indeling van Oost-China
Provincie(s)
| Naam     | Traditioneel Chinees | Vereenvoudigd Chinees | Pinyin   | Afkorting Provincie | Provinciehoofdstad (省會/shěnghuì) | Traditioneel Chinees | Vereenvoudigd Chinees | Pinyin   |
| -------- | -------------------- | --------------------- | -------- | ------------------- | ---------------------------------- | -------------------- | --------------------- | -------- |
| Anhui    | 安徽                 | 安徽                  | Ānhuī    | 皖 wǎn              | Hefei                              | 合肥                 | 合肥                  | Héféi    |
| Fujian   | 福建                 | 福建                  | Fújiàn   | 闽 mǐn              | Fuzhou                             | 福州                 | 福州                  | Fúzhōu   |
| Jiangsu  | 江蘇                 | 江苏                  | Jiāngsū  | 苏 sū               | Nanjing                            | 南京                 | 南京                  | Nánjīng  |
| Jiangxi  | 江西                 | 江西                  | Jiāngxī  | 赣 gàn              | Nanchang                           | 南昌                 | 南昌                  | Nánchāng |
| Shandong | 山東                 | 山东                  | Shāndōng | 鲁 lǔ               | Jinan                              | 濟南                 | 济南                  | Jǐnán    |
| Zhejiang | 浙江                 | 浙江                  | Zhèjiāng | 浙 zhè              | Hangzhou                           | 杭州                 | 杭州                  | Hángzhōu |

Stadsprovincie(s)
| Naam     | Traditioneel Chinees | Vereenvoudigd Chinees | Pinyin   | Afkorting Stadsprovincie |
| -------- | -------------------- | --------------------- | -------- | ------------------------ |
| Shanghai | 上海                 | 上海                  | Shànghǎi | 沪 hù                    |

'Afvallige provincie(s)'
| Naam   | Traditioneel Chinees | Vereenvoudigd Chinees | Pinyin | Afkorting Provincie | Provinciehoofdstad (省會/shěnghuì) | Traditioneel Chinees | Vereenvoudigd Chinees | Pinyin |
| ------ | -------------------- | --------------------- | ------ | ------------------- | ---------------------------------- | -------------------- | --------------------- | ------ |
| Taiwan | 臺灣                 | 台灣                  | Táiwān | 台 tái              | Taibei                             | 臺北                 | 台北                  | Táiběi |

Noordoost-China (Dongbei) · Noord-China (Huabei) · Oost-China (Huadong) · Zuid-Centraal-China (Zhongnan) · Noordwest-China (Xibei) · Zuidwest-China (Xinan)